# Státní znak Namibie
Státní znak Namibie je tvořen štítem, na kterém je obraz namibijské vlajky a stojí na podnoží z písku Namibské pouště. Nad ním je klenot sestávající ze zelené točenice posázené šesti zlatými routami. Nad ní stojí v přirozených barvách orel jasnohlasý s rozepjatými křídly. Štítonoši jsou dva přímorožci (opět v přirozených barvách) stojící na podnoží z písku, na kterém je rozprostřena rostlina Welwitschia mirabilis se třemi červenými květy. Na bílé stuze pod podnožím je anglické heslo UNITY • LIBERTY • JUSTICE (česky Jednota, svoboda, spravedlnost).
Symbolika barev na štítu je stejná jako na vlajce. Červená barva symbolizuje lid země a jeho hrdinství, bílá mír, zelená namibijskou květenu a modrá oblohu, Atlantik a význam vody a deště pro zemi. Slunce je symbolem života a energie. Přímorožci symbolizují statečnost, eleganci a hrdost, orel dalekozrakost a vidina jasné budoucnosti země.

## Historie
Roku 1890 byla na území dnešní Namibie vyhlášena Německá jihozápadní Afrika. Kolem roku 1912 začalo Německo uvažovat o rozlišení vlajek svých kolonií podle britského vzoru (německé kolonie byly považovány za nedílnou součást říše). Vlajky byly navrženy, v roce 1914 i schváleny, ale po vypuknutí 1. světové války nebyly nikdy zavedeny. Vlajkou Německé jihozápadní Afriky měla být německá černo-bílo-červená vodorovná trikolóra s emblémem, který tvořil modrý štít se stříbrnou volskou hlavou a zářícím diamantem mezi rohy. Existuje i jiný návrh tohoto znaku s orlicí.
Po začátku 1. světové války bylo Německo přinuceno 9. července 1915 kapitulovat početnější armádě Jihoafrické unie. V této souvislosti byla ve Windhoeku vyvěšena obchodní vlajka Jihoafrické unie, která měla status britského dominia. Byla to britská námořní vlajka (Red Ensign) s vlajkovým emblémem (anglicky badge) v bílém kruhu ve vlající části. Emblém byl tvořen štítkem znaku Jihoafrické unie. Oficiálně se však až do podepsání Versailleské smlouvy (28. června 1919) užívala pouze vlajka britská.
17. prosince 1920 byla Namibie svěřena mandátem Společnosti národů Jihoafrické unii pod názvem Jihozápadní Afrika. Ta neužívala žádný znak, od roku 1932 se užíval pouze nový státní znak Jihoafrické unie.
V roce 1958 bylo rozhodnuto o vytvoření znaku Jihozápadní Afriky, v roce 1960 byl skutečně vytvořen. Nebyl však nikdy oficiálně zaveden, přestože byl od roku 1964 formálně chráněn zákonem a prakticky se užíval až do roku 1990. Znak byl tvořen štítem se základními prvky přírody, ekonomiky a historie tohoto území: býčí a beraní hlavou ve stříbrných polích, hornickým nářadím a diamanty v červeném poli. V červené hlavě štítu byla německá pevnost ve Windhoeku, německý císařský orel a portugalský kříž. Štítonoši byli Kudu velký a africká gazela. Nad štítem byl na stříbrně-červené točenici přímorožec. Štít byl umístěn na písečnou dunu s rostlinou Welwitschia mirabilis, pod níž byla stříbrná stuha s latinským mottem VIRIBUS UNITIS (česky Spojenými silami). (Není obrázek, pouze na de wiki)
V roce 1966 byl OSN formálně ukončen mandát Jihoafrické republiky nad Jihozápadní Afrikou, ale jihoafrická správa zrušena nebyla. V roce 1968 byla Jihozápadní Afrika přejmenována na Namibii (dle Namibské pouště).

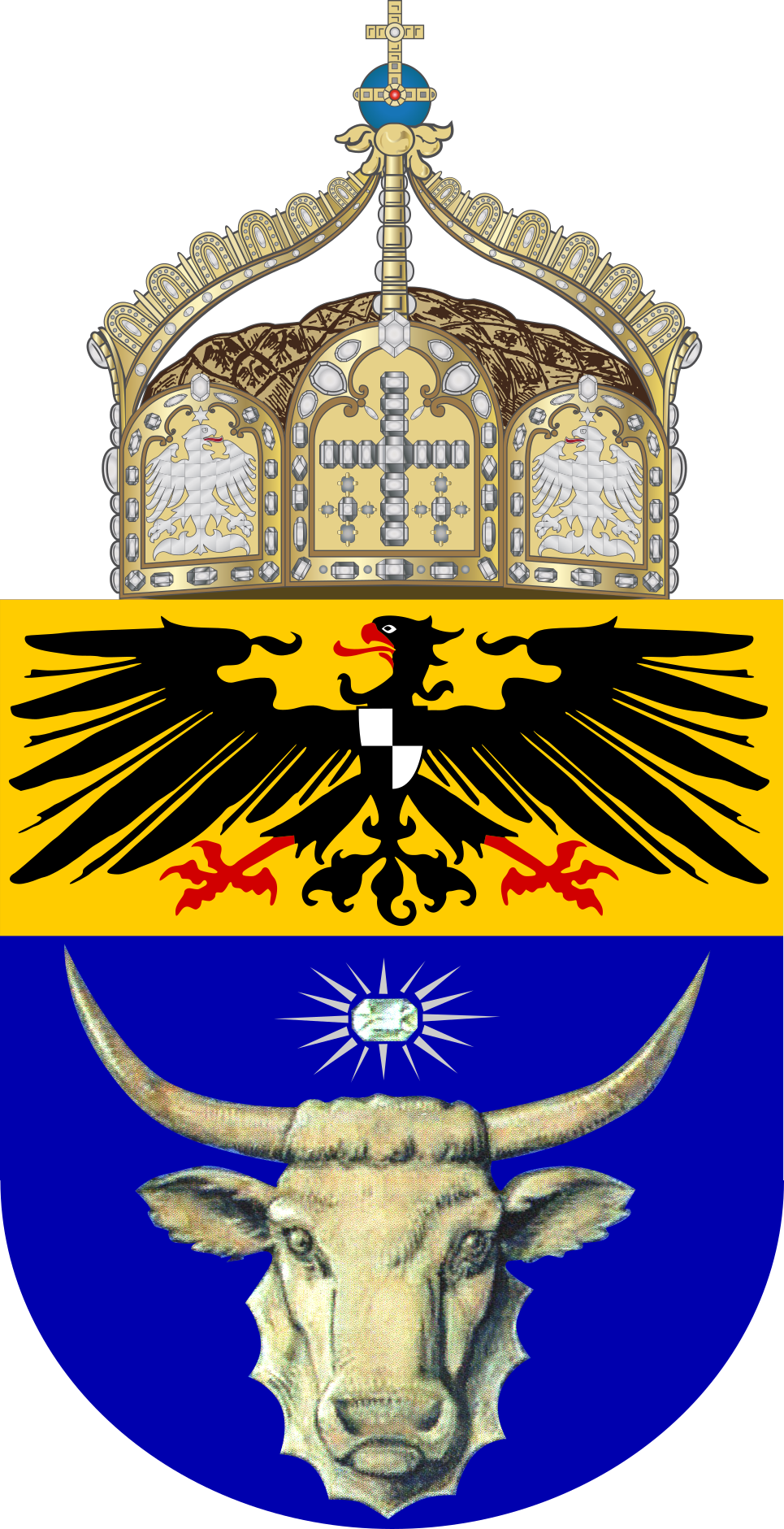
Návrh znaku německé Jihozápadní Afriky (1914)
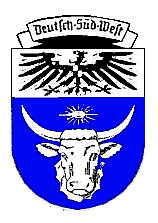
Další návrh znaku německé Jihozápadní Afriky (1914)
Emblém obchodní vlajky Jihoafrické unie užívaný v Namibii (1915–1919)
Státní znak Jihoafrické unie v Namibii (1932–1964/1990)

Po letech občanské války podepsali 22. prosince 1988 zástupci Jihoafrické republiky, Kuby a Angoly dohodu o ukončení jihoafrické správy v Namibii a 9. března 1990 schválilo namibijské zákonodárné shromáždění znak nově vzniklé republiky. Nezávislost ale získala Namibie až 21. března 1990.

## Další použití znaku
Namibijský státní znak je vyobrazen na vlajce namibijského prezidenta, která se však užívá pouze na území Namibie. Mimo Namibii se užívá státní vlajka. Znak je též zobrazen na namibijských mincích a bankovkách (Namibijský dolar).

Vlajka namibijského prezidenta Poměr stran: 2:3
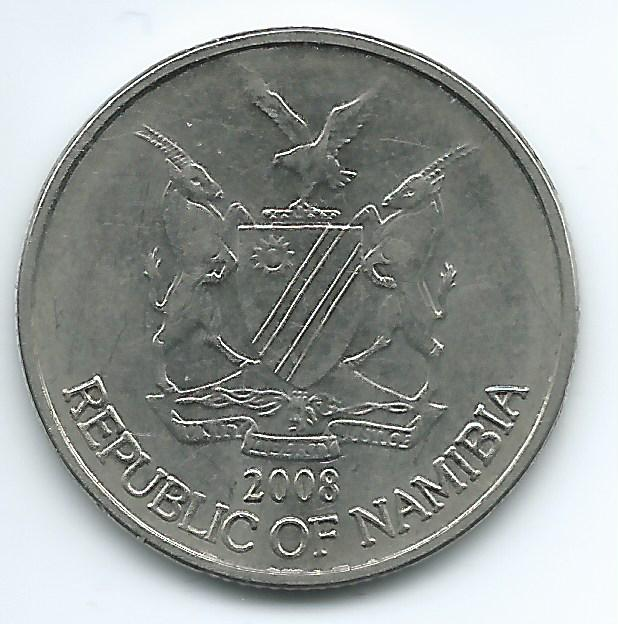
Namibijská mince se znakem